# Hytop, Alabama
Hytop là một thị trấn thuộc quận Jackson, tiểu bang Alabama, Hoa Kỳ. Dân số năm 2009 là 311 người, mật độ đạt 53 người/km².